# Inia (Cypr)
Inia (gr. Ίνεια) – wieś w Republice Cypryjskiej, w dystrykcie Pafos. W 2011 roku liczyła 385 mieszkańców.
W miejscowości znajduje się zabytkowy kościół prawosławny z 1881 roku oraz muzeum koszy wiklinowych. Muzeum mieści się w zabytkowym budynku z 1911 roku.